# Hagertal
Das Hagertal ist ein Abschnitt des Leukentals und liegt im Landschaftsschutzgebiet Hefferthorn-Fellhorn-Sonnenberg im Bezirk Kitzbühel in Tirol. Das Tal wird von der Großache durchflossen. Es trennt die Chiemgauer Alpen im Osten vom Kaisergebirge im Westen.

## Lage
Das Hagertal verbindet über die Landesstraße 39 (Hagerstraße bzw. Erpfendorfer Landstraße und Kössener Straße) die Orte Kössen und Kirchdorf in Tirol (Ortsteil Erpfendorf) miteinander. Die L39 verläuft im Norden auf der östlichen Seite des Tals. Bei der Hagerbrücke wechselt sie über die Großache und führt bis Erpfendorf westseitig am Tal entlang. 
Mittelpunkt des Tals bildet der sogenannte „Hager“ (mundartlich „Hoger“), eine große landwirtschaftlich genutzte Fläche mit mehreren Almgebäuden. 
Im nördlichen Bereich liegt das Tal auf Kössener Gemeindegrund, im Süden gehört es zu Kirchdorf in Tirol. 
Das Tal hat eine Länge von 8 Kilometern und eine durchschnittliche Breite von ca. 400 Metern. Die Gesamtfläche des Tals beträgt etwa 300 Hektar, es weist nur ein geringes Gefälle auf und liegt bei der Hagerbrücke auf 615 m Seehöhe. Es wird eingerahmt durch die Höhenzüge des Unterberghorns (1773 m) im Westen und durch die Chiemgauer Alpen mit dem Fellhorn (1765 m) im Osten.
Im südlichen Hagertal liegen die Kirchdorfer Ortsteile Wohlmuting und Taxerau.
Bekanntheit hat das Tal schon seit Jahrzehnten auch durch den Koasalauf und durch viele nationale und internationale Radrennen erhalten, die hier regelmäßig stattfinden.

## Gewässer und Gräben
Das Hagertal ist ein sehr wasserreiches Gebiet.
Die Großache fließt von Kirchdorf kommend Richtung Norden durch das Tal. Vom Massiv des Unterberghorns im Westen als auch von den Höhenzügen des Klausenbergs und des Fellhorns im Osten gelangt zusätzlich Wasser über Felsgräben hinab ins Tal und damit in der Großache.
Einige dieser Gräben sind meist trocken und führen lediglich das Oberflächenwasser ab. Andere sind ganzjährig wasserführend.
Der Brunnbach entspringt unterhalb des Fellhorns und gelangt durch den Kreuzangergraben ins Tal. Dort fließt der Bach in vielen natürlichen Windungen zwei Kilometer, bis er in der Großache mündet. Der Gänsbach entspringt am Gernkopf (1159 m) und fließt ebenfalls in die Großache. Auf der westlichen Seite wird das Massiv des Unterberghorns über mehrere Gräben entwässert. Vom Lackgraben und vielen Nebengräben (Salzgraben, Schnaidergraben, Vogelgraben, Sprisslergraben, Winterstellgraben und Geschößgraben) fließt das Wasser durch das Elsental in den Taxabach. Die Taxaklamm zeugt von den großen Wassermengen, die hier eine Schlucht in den Felsen geschnitten haben. 
Weiter im Norden sind als große Zuläufe noch der Blahgraben, der Kalkgraben, der Kleislergraben und der Heffertgraben, welcher durch das Hörfartstal in den Pechtlbach mündet, zu nennen. Über die Kohlhofer Gräben wird die Senke zwischen dem Loferberg und dem Klausenberg (Hochtal zwischen Tirol und Reit im Winkl) entwässert.
Neben den zahlreichen Fließgewässern befindet sich in der nördlichen Hälfte des Tals der durch den Grundwasserstrom im Tal gespeiste Hagersee.

## Touristische Bedeutung
Das Hagertal ist ein beliebtes Wandergebiet und Ausgangspunkt für viele Ausflüge auf die umliegende Almen- und Bergwelt (Straubinger Haus auf der Eggenalm, Hindenburghütte, Hemmersuppenalm, Durchkaseralm, Prostalm, Fellhorn). Die Großache wird für Rafting-, Kanu- und Kajakfahrten genutzt. Die Taxaklamm ist für Canyoning bekannt.

## Wirtschaftliche Bedeutung
Die bäuerliche Bewirtschaftung des Hagertals als Almental ist seit Jahrhunderten belegt. Seit dem Hochwasserereignis vom 2. Juni 2013, bei dem niedrig gelegene Gebiete der Gemeinde Kössen überschwemmt wurden, wird die Nutzung des Hagertals als Retentionsfläche untersucht.

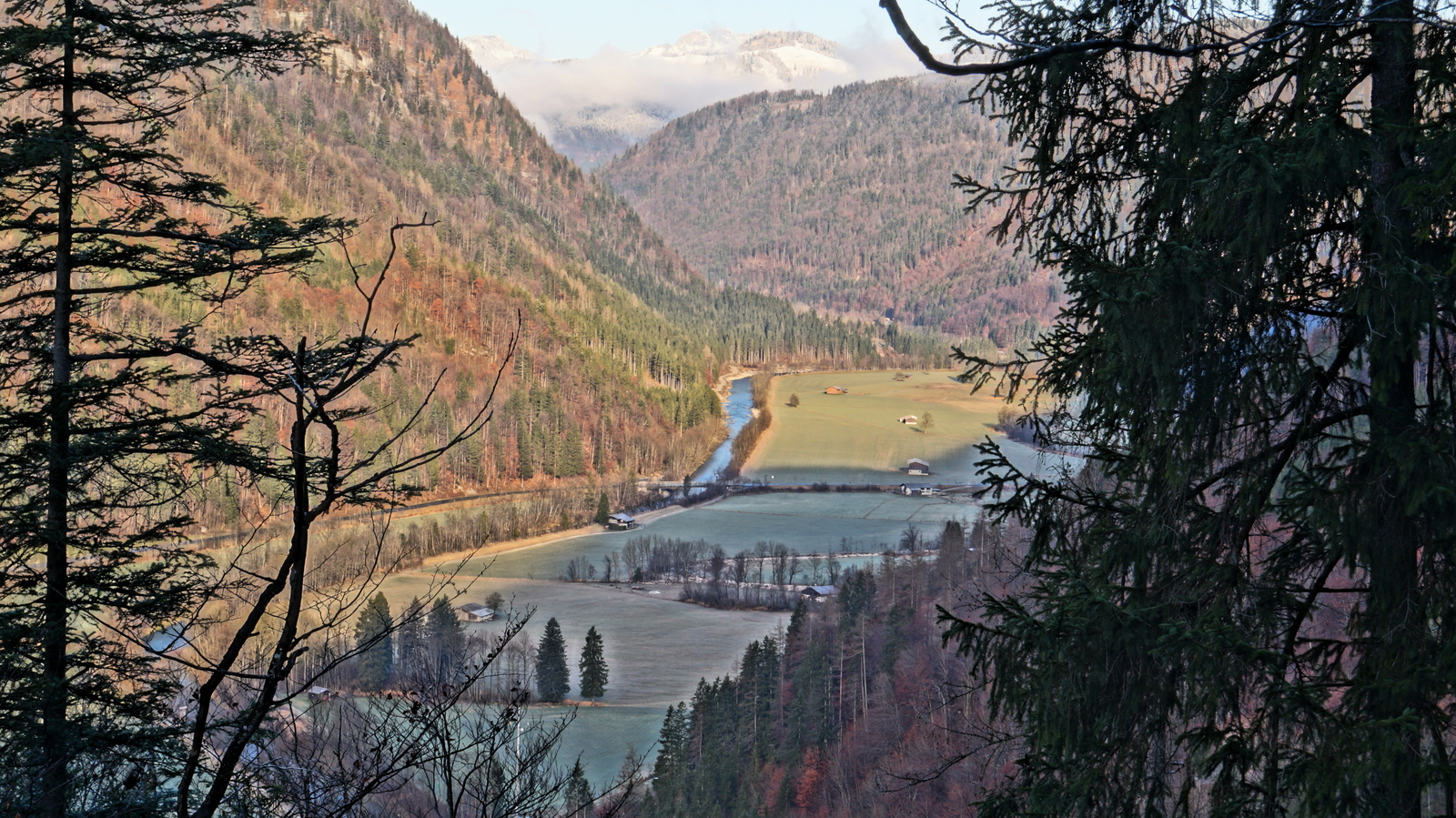
Nördliches Hagertal
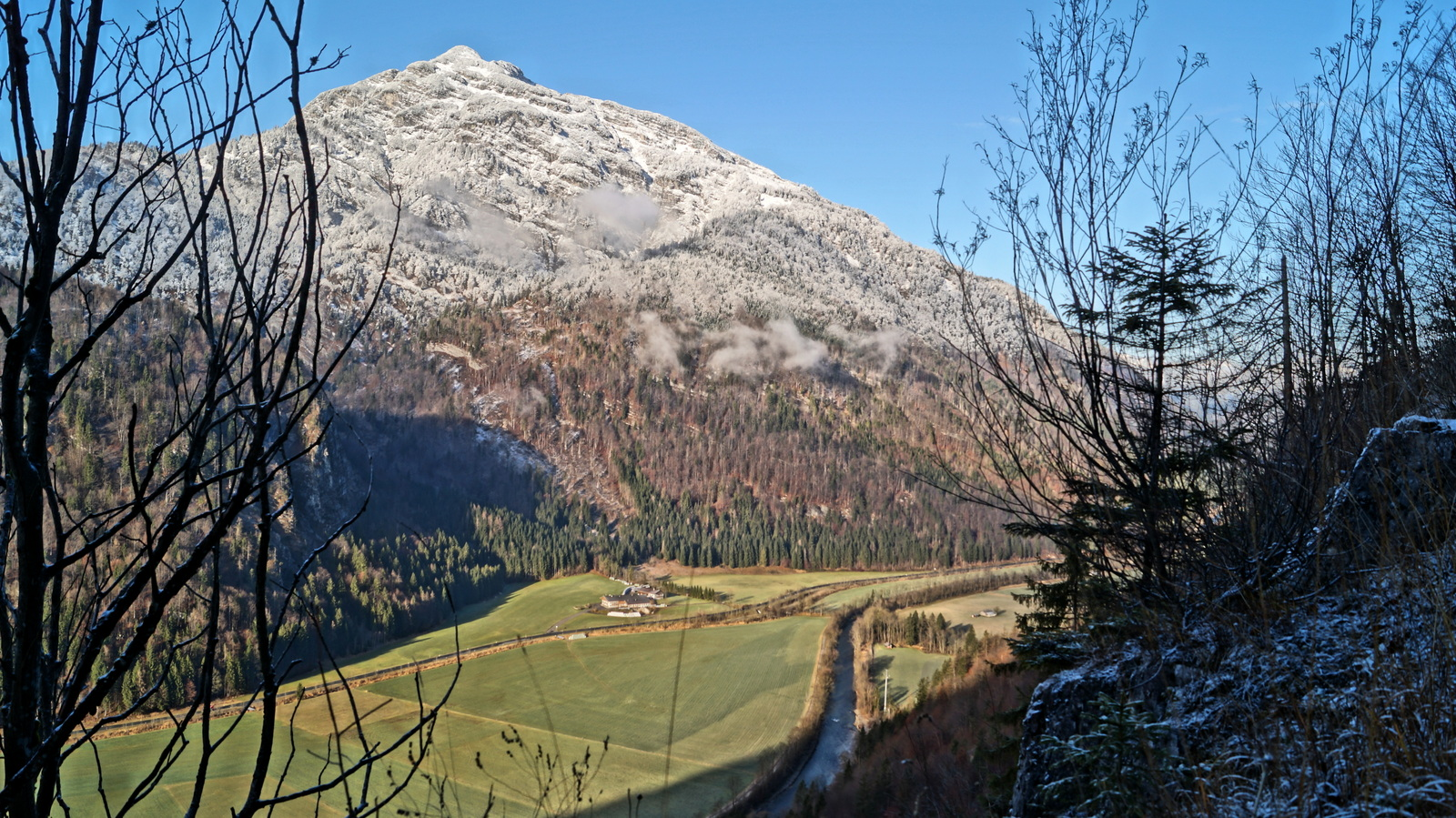
Blick zum Hefferthorn
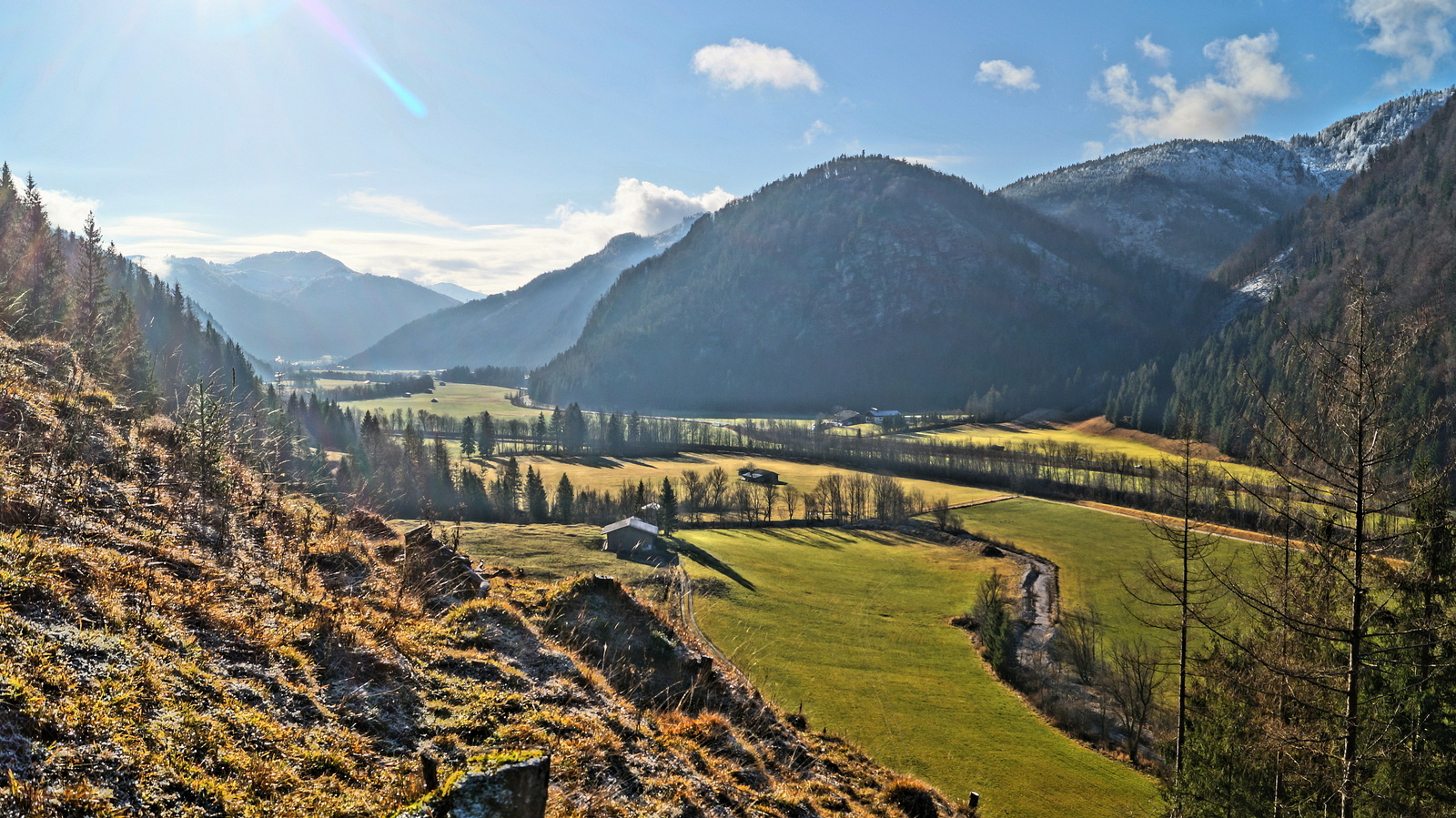
Südliches Hagertal
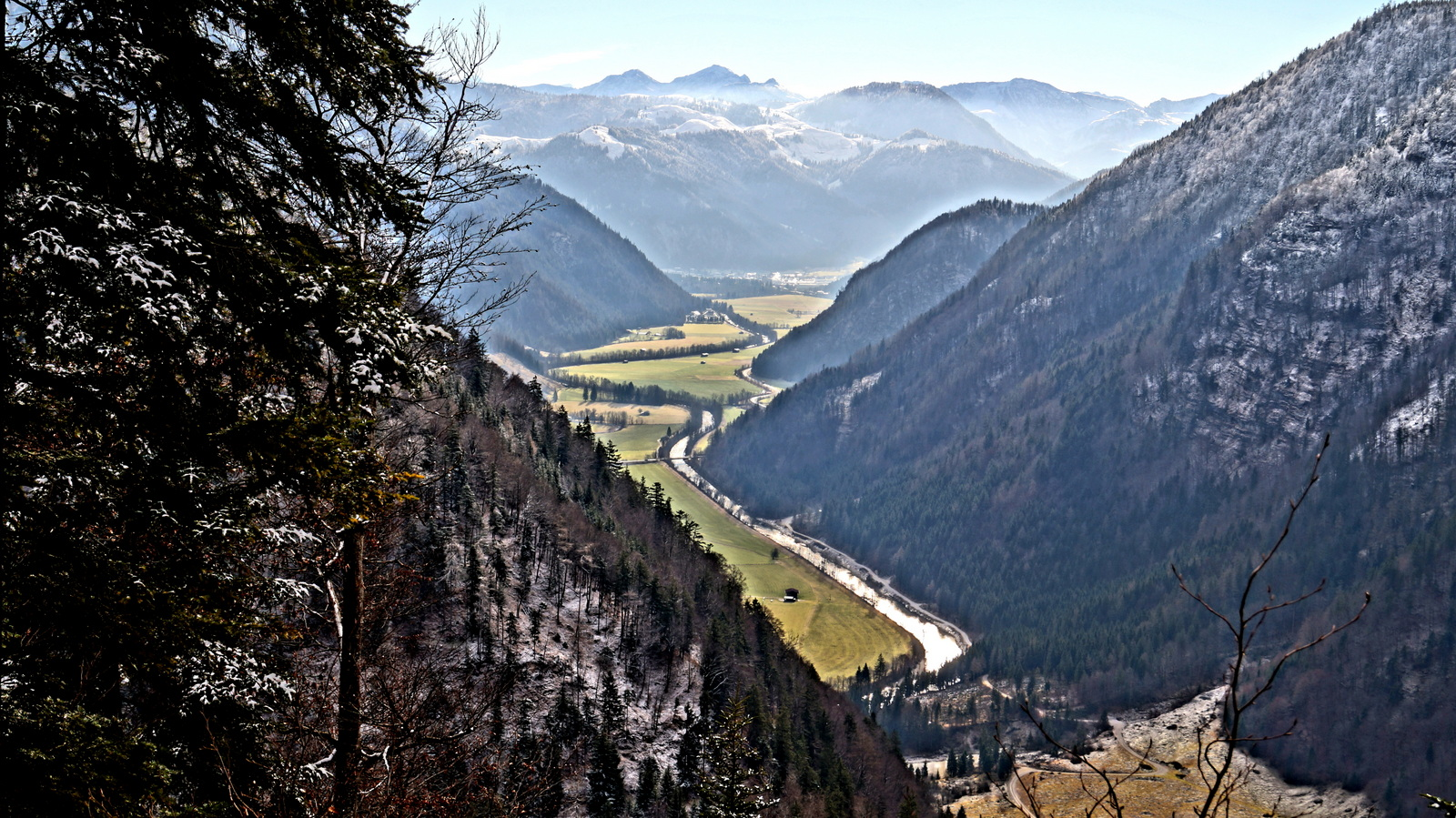
Blick vom Klausenberg
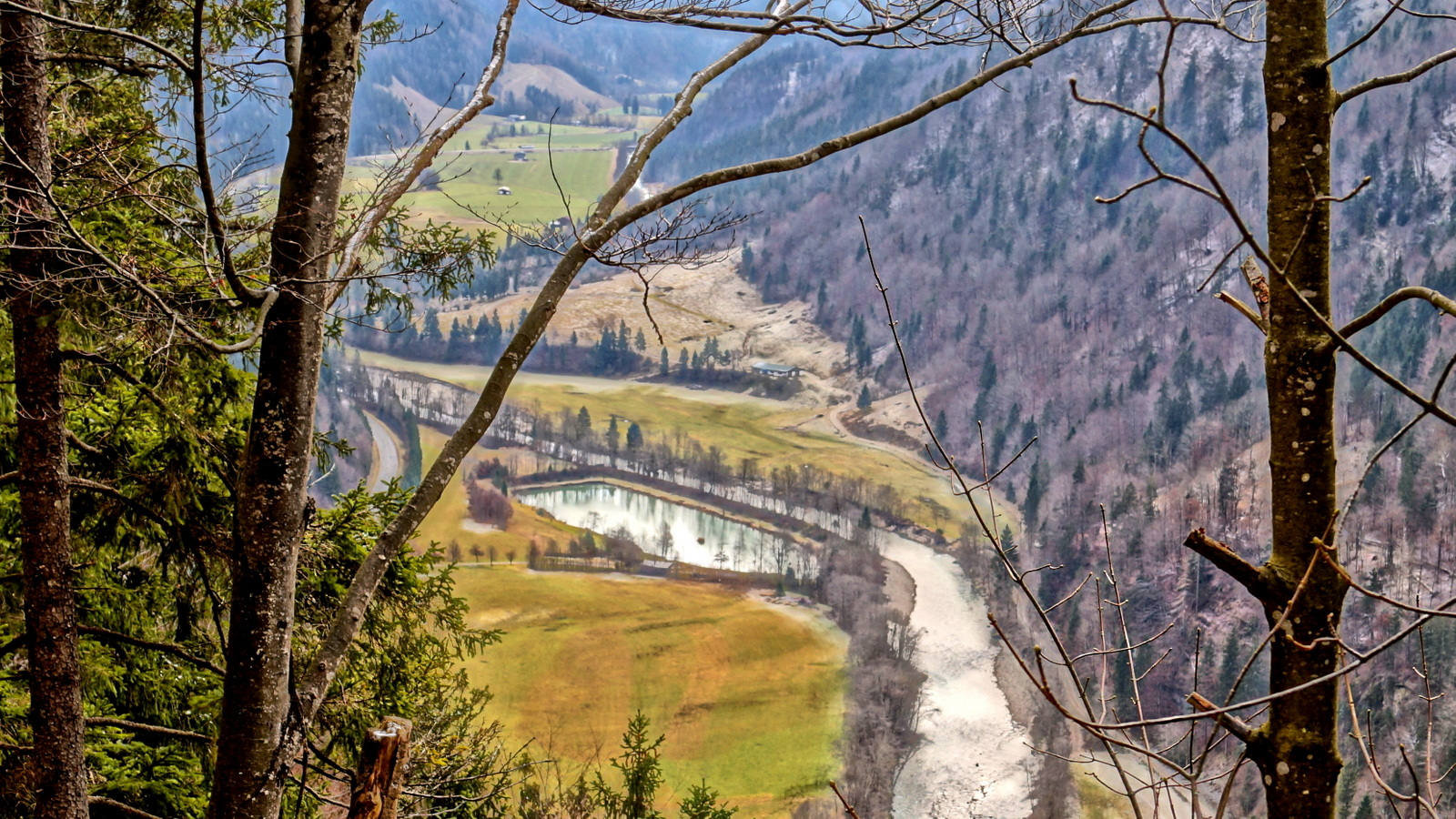
Hagersee und Kleisler